# Dom modlitwy w Łomnicy
Dom modlitwy w Łomnicy – dom wybudowany dla wspólnoty ewangelickiej w 1748 r. w Rząśniku.

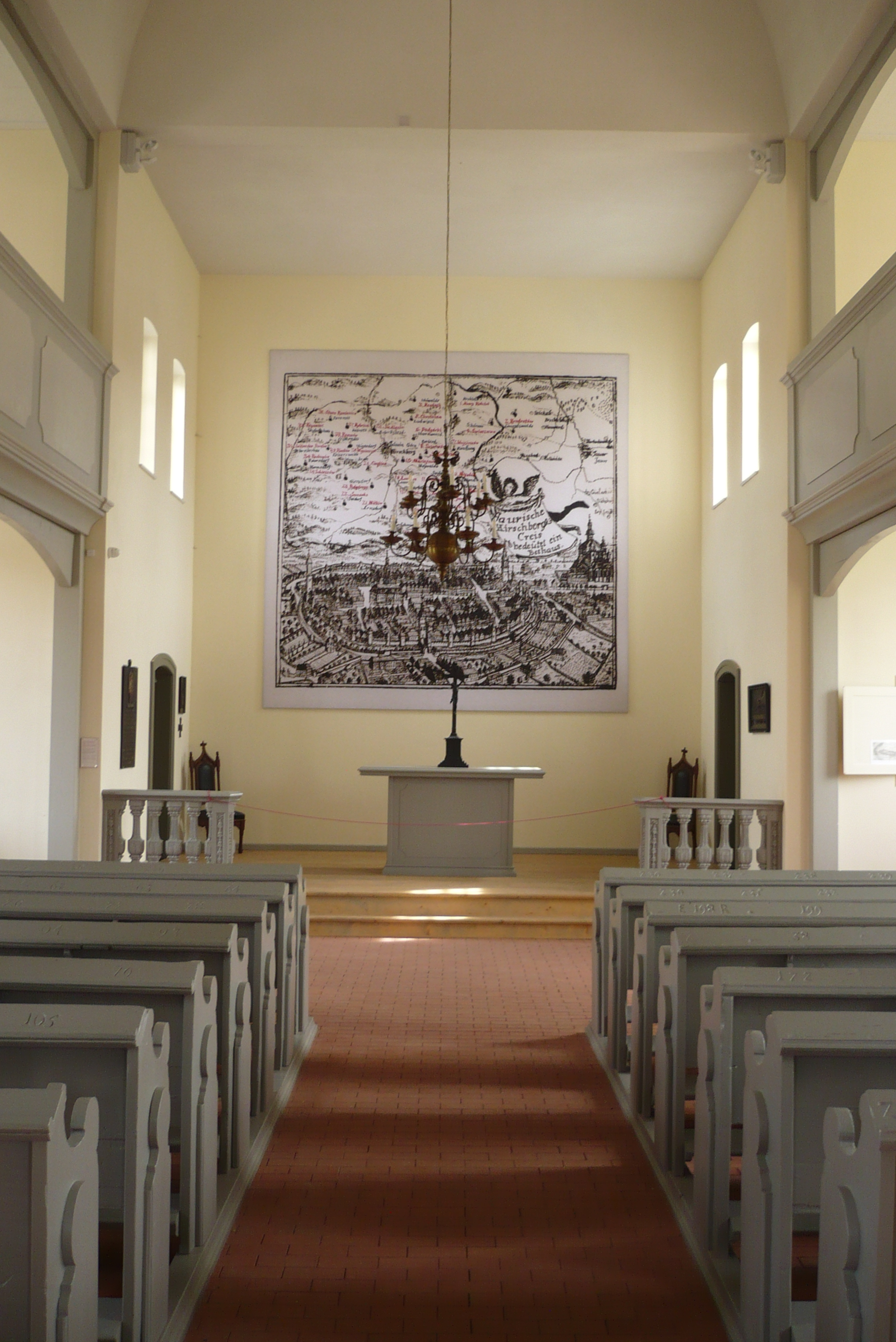
Wnętrze

Dom wzniesiony w konstrukcji szkieletowej (ryglowej) z wypełnieniem ceglanym na planie prostokąta, kryty dachem naczółkowym. Przeniesiony z Rząśnika, gdzie po 1945 r. był wykorzystywany jako magazyn owoców. Zrekonstruowany w 2020 r. w miejscu dawnych zabudowań folwarcznych przy pałacu w Łomnicy. Jest to ostatni oryginalny obiekt tego typu na Dolnym Śląsku.